# Mangrol (Gujarat)
Mangrol (Gujarati માંગરોળ) ist eine Stadt im indischen Bundesstaat Gujarat.
Die Stadt ist Teil des Distrikts Junagadh. Mangrol hat den Status einer Municipality (Nagar Palika). Die Stadt ist in 12 Wards gegliedert. Sie hatte am Stichtag der Volkszählung 2011 insgesamt 63.794 Einwohner. Die Stadt war einst Hauptstadt des Fürstenstaats Mangrol.